# Harlem Cultural Festival

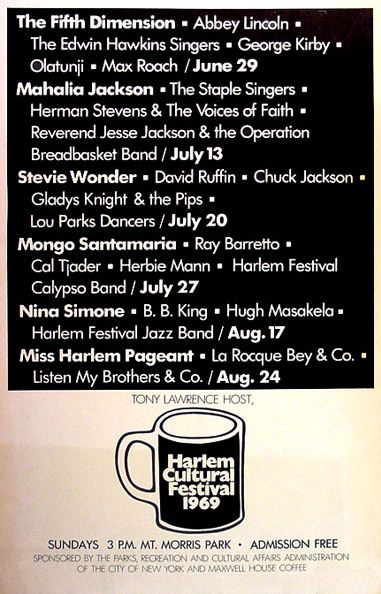
Harlem Cultural Festival 1969

Das Harlem Cultural Festival (auch bekannt als Black Woodstock) war eine Serie von sechs Musikfestivals, die im Sommer 1969 in Harlem, Manhattan, New York City stattfanden. Ziel war es, die afroamerikanische Musik und Kultur zu feiern. Die kostenlosen Konzerte hatten zusammengenommen etwa 300.000 Besucher.

## Das Festival
Es gab bereits 1967 und 1968 Harlem Cultural Festivals. Aus kleinen Anfängen wurde 1969 ein Großereignis mit vielen aktuellen und zukünftigen Größen der afroamerikanischen Musik, Kultur und Politik. Auch weiße Politiker zeigten sich auf dem Festival.
Die einzelnen Musikfestivals begannen jeweils sonntags um 15 Uhr. Sie fanden zwischen dem 29. Juni und dem 24. August 1969 im Mount Morris Park statt. Im gleichen Zeitraum gab es zwei Autostunden weiter nördlich das Woodstock-Festival (15.–18. August 1969), das seitdem in den Kanon des kulturellen Gedächtnisses gehört, während das Harlem Cultural Festival in Vergessenheit geriet.
In Harlem musizierten Nina Simone, B. B. King, Sly & the Family Stone, The 5th Dimension, Gladys Knight & the Pips, Stevie Wonder, Mahalia Jackson und viele mehr. Verschiedene Musikstile waren vertreten, darunter Gospel, Blues, Rock und Jazz, etwa Abbey Lincoln und Max Roach.  Moderator war der Sänger Tony Lawrence, der auch die Teilnehmer buchte. Der Prediger Jesse Jackson beschwörte ein Jahr nach der Ermordung Martin Luther Kings die „black consciousness“, das schwarze Selbstbewusstsein. Als Ordner traten die Black Panther auf; die New Yorker Polizei hatte den Schutz der Veranstaltung abgelehnt.
Sly & the Family Stone war die einzige Gruppe, die sowohl in Harlem als auch in Woodstock auftrat. Jimi Hendrix, in Woodstock dabei, wurde von den Veranstaltern in Harlem abgelehnt.
Für 1970 gab es hochfliegende Pläne für ein weiteres Harlem Cultural Festival, das auch auf Tour in den USA gehen sollte. Doch die Pläne zerschlugen sich, auch spätere Ideen für eine Neuauflage des Festivals scheiterten, 1969 war das letzte Harlem Cultural Festival.

## Der Film
Der Filmemacher Hal Tulchin nahm die komplette Festivalserie auf, um daraus einen abendfüllenden Film oder eine TV-Serie zu machen. Doch waren alle Versuche vergeblich, das Material bei einem Kinoverleih oder einer Fernsehanstalt unterzubringen; lediglich einige Höhepunkte wurden 1969 in einem New Yorker Fernsehkanal gezeigt. Tulchin starb 2017, die über 40 Stunden Filmmaterial des „Black Woodstock“ gehörten zu seinem Nachlass.
Der Produzent Jon Kamen recherchierte 2017, nachdem er einen Ausschnitt des Materials gesehen hatte, und fand die Originalaufnahmen bei Tulchin. Kurz vor Tulchins Tod wurde ein Vertrag zur Verwertung der Aufnahmen unterschrieben. Der Musiker und Musikproduzent Ahmir „Questlove“ Thompson, Schlagzeuger der Hip-Hop-Band The Roots, schuf aus den Aufnahmen und Interviews mit noch lebenden Besuchern und Teilnehmern des Festivals den Film Summer of Soul (…Or, When the Revolution Could Not Be Televised), der beim Sundance Film Festival 2021 uraufgeführt wurde.

## 50-jähriges Jubiläum
Vom 14. bis zum 17. August 2019 wurde in Harlem ein Festival zum 50-jährigen Jubiläum des „Black Woodstock“ 1969 organisiert. Es traten auf: Talib Kweli, Cory Henry, Alice Smith, Georgia Anne Muldrow, Keyon Harrold, Braxton Cook, Freddie Stone (der auch 1969 aufgetreten war), George „Spanky“ McCurdy und Nate Jones On Bass.